# Brendon and Countisbury
Brendon and Countisbury est une paroisse civile du Devon, située dans l'Angleterre du Sud-Ouest. 